# Lớp đất mặt
Lớp đất mặt (tiếng Anh: Regolith) là một lớp vật liệu không đồng nhất, bở rời phủ lên nền đá cứng. Lớp này bao gồm bụi, đất, mảng vụn đá và những vật liệu liên quan khác và chúng có mặt trên Trái Đất, Mặt Trăng, một số tiểu hành tinh và các hành tinh khác. Lớp này hầu như bao phủ toàn bộ Mặt Trăng. Bởi được hình thành từ các quá trình va chạm, regolith của các bề mặt già thường dày hơn tại các nơi bề mặt trẻ khác. Đặc biệt, người ta đã ước tính rằng regolith có độ dày thay đổi từ khoảng 3–5 m tại các biển, và khoảng 10–20 m trên các cao nguyên. Bên dưới lớp regolith mịn là cái thường được gọi là megaregolith. Lớp này dày hơn rất nhiều (khoảng hàng chục km) và bao gồm lớp nền đá đứt gãy.